# Stizolestes pamponeroides
Stizolestes pamponeroides là một loài ruồi trong họ Asilidae. Stizolestes pamponeroides được Edwards miêu tả năm 1932. Loài này phân bố ở vùng Tân nhiệt đới.